# Thomas Doherty
Thomas Doherty, född 21 april 1995 i Edinburgh, är en brittisk skådespelare.
Doherty har bland annat medverkat i TV-serierna Legacies (2019–2020) och Gossip Girl (2021–2023). Han har även medverkat i filmen The Invitation från 2022.

## Filmografi (i urval)
- 2013 – Dracula (TV-serie)
- 2017 – Descendants 2
- 2019 – Catherine the Great (TV-serie)
- 2019–2020 – Legacies (TV-serie)
- 2021–2023 – Gossip Girl (TV-serie)
- 2022 – The Invitation